# Nakielnica
Nakielnica – wieś (dawniej miasto) w Polsce położona w województwie łódzkim, w powiecie zgierskim, w gminie Aleksandrów Łódzki.
Nakielnica uzyskała lokację miejską w 1555 roku, zdegradowana przed 1600 rokiem. Wieś dóbr prestymonialnych kapituły kolegiaty łęczyckiej w powiecie łęczyckim województwa łęczyckiego w końcu XVI wieku. Do 1924 roku istniała gmina Nakielnica. W latach 1975–1998 miejscowość administracyjnie należała do ówczesnego województwa łódzkiego.
21 października 1945 roku w majątku Nakielnica oddział partyzancki "Niepodległość" dowodzony przez kpt. Eugeniusza Kokolskiego "Groźnego" zlikwidował zaskoczonych podczas organizowanego tam przyjęcia funkcjonariuszy Polski Ludowej – płk Jana Wołosowicza (szefa służb sanitarnych Dowództwa Okręgu Wojskowego Łódź), radzieckiego majora Bułdakowa, prokuratora wojskowego Karbowskiego i por. Meduckiego.
W miejscowości działało Państwowe Gospodarstwo Rolne Nakielnica w Aleksandrowie Łódzkim.

## Zabytki
Według rejestru zabytków Narodowego Instytutu Dziedzictwa na listę zabytków wpisane są następujące obiekty:
- zespół dworski z połowy XIX w.:
  - dwór w Nakielnicy[10]
  - park[11].